# Chut !
Pour les articles homonymes, voir Chut ! (homonymie).
Pour plus de détails, voir Fiche technique et Distribution.
Chut ! est un film français réalisé par Jean-Pierre Mocky, sorti en 1972.

## Synopsis
Un petit épargnant découvre l'escroquerie qui menace tous les souscripteurs de la « Caution foncière ». Il se lance alors dans une rocambolesque aventure pour récupérer les fonds versés par ses amis et parviendra à dénoncer le scandale au grand jour.

## Fiche technique
- Autre titre : Mocky s'moque numéro 1 (nouveau montage)
- Réalisation : Jean-Pierre Mocky
- Scénario : Jean-Pierre Mocky
- Adaptation et Dialogue : Jean-Pierre Mocky et Raphaël Delpard
- Assistants réalisateurs : Luc Andrieux, Edgar Baum, Loïc Pichon et François Pradeau
- Images : Marcel Weiss
- Son : Séverin Frankiel
- Musique : François de Roubaix
- Montage : Marguerite Renoir, puis Jean-Pierre Mocky
- Pays d'origine :  France
- Tournage à partir du 28 décembre 1971 à Paris et à Angers, pour les extérieurs
- Production : Balzac Films
- Distribution : Parafrance
- Pellicule 35 mm, couleur
- Genre : comédie
- Durée : 88 minutes (nouveau montage : 62 minutes)
- Première présentation le 23 mars 1972
- Visa d'exploitation : 39431
- Affiche : René Ferracci (France)

## Distribution
- Jacques Dufilho : Fritz Ducharrel
- Michael Lonsdale : Sergel
- Henri Poirier : l'avocat
- Maurice Vallier : Henri Butin
- Philippe Castelli : le ministre
- Gilbert Robin : le notaire
- Jean-Claude Rémoleux : Pativer
- R.J. Chauffard : le juge
- Robert Berri : le râleur
- Albert Michel : le brigadier
- Maurice Travail : le portier
- Rudy Lenoir : l'épargnant qui se fait implanter des cheveux
- Dominique Zardi : un épargnant
- Annie Savarin : une épargnante
- Georges Lucas : un épargnant
- Jean Abeillé : un épargnant
- Christian Chevreuse : un épargnant
- Guy Davout : le député
- Agostino Vasco : le Portugais
- Joëlle Alexandre : la fille du député
- Alexandre Randall : le musicien
- Luc Delhumeau : le docteur
- Luc Bartholomé : un myope
- Françoise Hekking : une myope
- Mario Walter : le rieur
- Maria Ferrer : une épargnante
- Edith Fontaine : une épargnante
- Suzanne Destrat : une épargnante
- Jean-François Dupas : un épargnant
- M.Ginet : un épargnant
- Sylvie Pinel : une épargnante
- Jack Sterling : un épargnant
- Emmanuelle Clove

## Genèse du film
Tourné en décembre 1971 à partir d'un scénario écrit avec Raphaël Delpard, Chut ! s'intitulait initialement Pavane pour un crétin défunt. Le scénario s'inspire à la fois de l'affaire Joanovici et de l'Affaire de la Garantie foncière. Le film sort sur les écrans en mars 1972.